# Lupocyclinae
De Lupocyclinae zijn een onderfamilievan krabben (Brachyura) uit de familie Portunidae.

## Geslachten
De Lupocyclinae omvatten de volgende geslachten:
- Lupocycloporus Alcock, 1899
- Lupocyclus Adams & White, 1849